# Деян (деспот)
Деян Драгаш или Деянович (на сръбски: Дејан Драгаш) е средновековен феодален владетел, севастократор и деспот по времето на цар Стефан Душан. Държател на владение, което по-късно прераства в деспотство с център Велбъжд.
Според американския медиевист Джон Файн той е сръбски владетел.
Деспот Деян има и втори брак (може би след смъртта на първата му съпруга Владислава  ) с Теодора-Евдокия, според някои Душанова полусестра, от втория брак на баща му Стефан Дечански с Мария Палеолог, поради което и предполагат, че Деян е удостоен със севастократорска, а по-после и с деспотска титла. Други изследователи като Пламен Павлов обаче оспорват тезата за кралския произход на Теодора-Евдокия и смятат, че тази теория е изградена на недоразумение, а в действителност Теодора е произлизала от българското болярство.
Също така следва да се упомене, че известният портрет от Земенския манастир „Св. Йоан Богослов“, на който често пъти се смята, че е изографисан деспот Деян (и който е представен и тук), в действителност вероятно принадлежи на негов съименник. Както и че изобразената до него благородна дама е болярката Доя (местна българска аристократка), която не е идентична с Теодора-Евдокия.

## Семейство
Деян има два брака, първия с неизвестна аристократка на име Владислава, а вторият с Теодора, сестра на цар Стефан Душан.
От първия си брак Деян и Владислава имат четири децаː
- Йоан Драгаш
- Димитър Драгаш
- Теодора Драгаш. Омъжена за Жарко.
- Константин Драгаш

От втория си брак с Теодора няма деца.